# گابریل برناردوتو
گابریل برناردوتو (انگلیسی: Gabriele Bernardotto؛ زادهٔ ۲۲ آوریل ۱۹۹۷) بازیکن فوتبال اهل ایتالیا است.